# سیلویا ارل
سیلویا ارل (انگلیسی: Sylvia Earle؛ زادهٔ ۳۰ اوت ۱۹۳۵) دانشمند در زمینه زیست‌شناسی دریا اهل ایالات متحده آمریکا است. وی همچنین از سال ۱۹۹۸ تاکنون کاوشگر انجمن نشنال جئوگرافیک بوده‌است. ارل اولین «دانشمند اول» زن در اداره ملی اقیانوسی و جوی آمریکا است.  وی همچنین توسط تایم اولین «قهرمان سیاره» در سال ۱۹۹۸ نامیده شد.
وی همچنین برندهٔ جوایزی همچون تالار ملی مشاهیر زن شده‌است.
ارل به خاطر شرکت در فیلم دریانوردی بسیار مشهور شد.